# Pyrobaculum
A Pyrobaculum a Thermoproteaceae család egy neme. Az archeák – ősbaktériumok – egysejtű, sejtmag nélküli prokarióta szervezetek.

## Leírása és jelentősége
Pálcika alakú és magas hőmérsékletű helyeken izolálták.  Gram-negatív és a sejtjei körül vannak véve fehérje alegységek egy S-rétegével.
A P. aerophilum  egy hipertermofil és metabolikusan sokoldalú szervezet. Különbözik más hipertermofilektől mivel képes élni oxigén jelenlétében és eredményesen nő mikroaerob körülmények között.

## Genom szerkezet
Az első szekvenált Pyrobaculum faj a P. aerophilum. Kör alakú genomja 2,222,430 Bp hosszú, és 2605 fehérje kódoló szekvenciát tartalmaz.

## Sejt szerkezet és anyagcsere
Anaerob feltételek alatt nitrátot redukálnak molekuláris nitrogénné a denitrifikációs útvonalon keresztül. A legtöbb faj kemolitoautotróf módon nő kén redukálásával vagy organotróf módon kén légzéssel vagy erjesztéssel. Sejtjeik pálcika alakúak majdnem derékszögű végekkel és körülbelül 1,5-8 * 0,5-0,6 µm. A Pyrobaculum mozgékony mert ostorai minden irányban kiállnak vagy az ostorai a sejt két szemben álló pólusán csoportokban vannak, és a kolóniái kör alakúak és a színük a szürkétől a zöldesfeketéig terjedhet. A fajai lehetnek fakultatív aerobak vagy obligát anaerobak. A növekedését megfigyelték élesztőkivonaton, peptonon, húskivonaton, de nem figyelték meg a galaktózon, glükózon, maltózon, keményítő glikogénen, etanolon, metanolon, formamidon, formiáton, maláton, propionáton, laktáton, acetáton, és kazaminosavakon.
Az első Pyrobaculum faj amit genetikailag szekvenáltak a P. aerophilum (pálcika alakú, 3–8 * 0.6 µm) volt, egy ritka jellemzője hogy képes az aerob légzésre (aerophilum = "levegőkedvelő"). Ez nyilvánvaló abból a tényből hogy csak oxigén jelenlétében nőtt amikor a nitrát hiányzott. Kolóniái kör alakúak és szürkéssárga színűek. Használ szerves (maximális sejtsűrűséget megfigyeltek összetett szerves anyagokkal például élesztőkivonat, húskivonat, tripton, és pepton mint szubsztrátok) és szervetlen vegyületeket aerob és anaerob légzés alatt. A  P. aerophilum 75 és 104 °C között nő optimális növekedési hőmérséklete 100 °C.

## Ökológia
Pyrobaculum törzseket izoláltak semleges vagy enyhén lúgos, forró fumarola vizekből, és sekély tengeri hidrotermális rendszerekből. A P. aerophilumot egy forrásban levő tengervízi lyukból izolálták Maronti Beach, Ischia, Olaszország. További tanulmányok kimutatták hogy a  P. aerophilum obligát anaerob feltételek alatt nő nitráttal mint elektron akceptor.